# Tramvajová doprava v Eskišehiru
Eskišehir, město v západním Turecku, obsluhuje tramvajová síť. Celý tramvajový provoz má rozchod kolejí 1000 mm. V roce 2018 činila délka tratí 37 km, linek bylo v provozu sedm.
Místní systém je relativně nový; s budováním první části se začalo roku 2002, otevřena byla 24. prosince 2004. Finanční pomoc zajistila Evropská rozvojová banka a též i některé další banky v Turecku. Tramvajové vozy (celkem 18) dodala firma Bombardier; jedná se o pětičlánkové nízkopodlažní tramvaje typu Flexity Outlook (Cityrunner). První vozy byly testovány v Mannheimu a Innsbrucku. Krátce po otevření začal systém přepravovat 70 000 cestujících denně, což překonalo i navrhovanou zátěž. Systém tvořily původně dvě tratě o délce 14,5 km – první spojovala čtvrtě Anadolu a Otogar, druhá spojovala univerzitu Osman Gazi a čtvrť Muttalip. V dalších letech probíhala výstavba dalších tratí.
V roce 2016 zvítězila v soutěži na dodávku 14 vozů společnost Škoda Transportation. První z nových tramvají Škoda 18T dodala v březnu 2018, zbytek byl dodán v létě téhož roku.